# Ponerinae (Plantae)
Ponerinae je podtribus kaćunovki, dio tribusa Epidendreae.
Postoje četiri roda čije su vrste raširene po Srednjoj i Južnoj Americi.  Ponerinae karakteriziraju simpodijalne stabljike koje ne tvore pseudobulbe, nose dva ili više listova i grozdasti ili metličasti cvat koji nosi cvjetove s četiri ili šest polinijuma.

## Rodovi
1. Ponera Lindl. (4 spp.)
2. Nemaconia Knowles & Westc. (6 spp.)
3. Helleriella A. D. Hawkes (2 spp.)
4. Isochilus R. Br. (14 spp.); izohilus

## Sinonimi
- Isochilinae Szlach.